# Калоев, Хазби Александрович
Хазби Александрович Калоев (15 августа 1921 — 8 июля 1943) — советский осетинский поэт, участник Великой Отечественной войны, лейтенант.

## Биография
Хазби Александрович Калоев родился 15 августа 1921 года в ауле Байком в Северной Осетии (по другим данным ― в селении Зака). В 1924 году его семья переселилась во вновь основанное село Коста. Там он окончил семилетнюю школу и в 1934 году поступил в Осетинский педагогический техникум, хотя из-за болезни окончить его не смог, затем и один год работал секретарём суда в Орджоникидзевском районе.
В 1938 году поступил на филологический факультет Тбилисского государственного университета. Через год обучения перевёлся на второй курс литературного факультета Северо-Осетинского педагогического института. На последнем курсе его ждало начало Великой Отечественной войны. В августе 1941 он был призван в ряды Красной Армии. С августа 1941 года по сентябрь 1942 года учился в Камышинском танковом училище, после окончания которого в звании младшего лейтенанта в октябре был отправлен в действующую армию на должность командира танка. Воевал на Калининском и Ленинградском фронтах в составе 108-й танковой бригады.
8 июля 1943 года погиб на Курской дуге под Белгородом. Похоронен в селении Красная Поляна Обоянского района Курской области.

### Творчество
Начал писать стихи ещё в шестом классе, на осетинском и русском языках. Начиная с 1936 года его стихи публиковались в различных газетах и журналах. Накануне войны написал драму «Сыновья Бата» и принялся за драму «Кровавый путь», которую заканчивал уже на фронте. Написал множество стихов во время учёбы в танковом училище.
Сборник его стихов «Луч солнца» («Хуры тын») впервые вышел в 1956 году.